# ننی هیلاریو
ننی هیلاریو (به انگلیسی: Nenê Hilário) معروف به «نِنِی»، متولد ۱۹۸۲ بازیکن سرشناس حرفه‌ای بسکتبال تیم ملی برزیل است. او در پست سانتر فوروارد بازی می‌کند.
او عضو تیم واشنگتن ویزاردز در ان بی ای است.